# Fabbrica di San Pietro
La Fabbrica di San Pietro (in latino Reverenda Fabrica Sancti Petri) è un ente creato appositamente per la gestione dell'insieme delle opere necessarie per la realizzazione edile e artistica della Basilica di San Pietro in Vaticano. L'ente è tuttora operante per la gestione del complesso.

## Storia
La storia cinquecentenaria della Fabbrica di San Pietro (le origini di questa istituzione risalgono ai tempi di papa Giulio II che nel 1506 aveva dato inizio alla costruzione della nuova Basilica Vaticana) «racconta la pluralità di interventi e la qualità dei manufatti di tutti coloro che hanno lasciato la propria orma nell'immenso Tempio vaticano». 
Nel 1523 papa Clemente VII nominò una commissione di sessanta periti alle dirette dipendenze della Santa Sede con il compito di curare la costruzione e l'amministrazione della Basilica.
Nel 1589 papa Sisto V affidò la commissione alla giurisdizione del cardinale arciprete della Basilica e pochi anni dopo, sotto il pontificato di papa Clemente VIII (1592-1605), questa venne sostituita con un apposito organo collegiale, denominato Congregazione della Reverenda Fabbrica di San Pietro, con le stesse attribuzioni fino allora proprie della soppressa commissione. Oltre al prefetto nella persona del cardinale arciprete della Basilica, la Congregazione era formata da un certo numero di cardinali e prelati. Questo dicastero poteva nominare, nelle province dello Stato Pontificio, propri delegati, in qualità di commissari che rimanevano in carica per un anno. Essi esercitavano giurisdizione propria ed erano competenti a giudicare in primo grado cause di ogni valore, contro le cui sentenze si poteva ricorrere in appello davanti alla Congregazione.
Nel 1863, sotto il pontificato di Pio IX, vennero sottratti alla Congregazione della Reverenda Fabbrica di San Pietro tutti i poteri in materia contenziosa, che furono trasferiti alla Congregazione del Concilio.
Con la riforma del 1908 di Pio X la Congregazione fu ridotta esclusivamente all'amministrazione della Fabbrica e nel 1967, in seguito alla riforma generale della Curia Romana attuata da papa Paolo VI, la Congregazione terminò la sua esistenza e fu annoverata tra le Amministrazioni Palatine.
Il 29 giugno 2020 papa Francesco ha nominato commissario straordinario l'arcivescovo Mario Giordana, "affidandogli l'incarico di aggiornare gli statuti, fare chiarezza sull'amministrazione e riorganizzare gli uffici amministrativo e tecnico della Fabbrica".
Nel luglio 2024 due donne entrano per la prima volta a fare parte dei sampietrini manutentori.

## Compiti e funzioni della Fabbrica
Secondo la costituzione apostolica Pastor Bonus di Giovanni Paolo II la Fabbrica di San Pietro si occupa di tutto quanto necessario per il restauro e il decoro dell'edificio, nonché della disciplina interna dei custodi e dei pellegrini e opera in accordo con il Capitolo della Basilica Vaticana.
È stata presieduta dal cardinale Mauro Gambetti, nominato da papa Francesco il 20 febbraio 2021, sino alla morte del pontefice, avvenuta il 21 aprile 2025.
Dopo un processo di rinnovamento iniziato con le Norme Transitorie pubblicate il 28 agosto 2021, con il Chirografo del 29 giugno 2024 nella solennità dei Santi Pietro e Paolo, Papa Francesco ha approvato un nuovo Statuto il Regolamento della Fabbrica ed il Regolamento per il personale della stessa. Con il medesimo documento, il Santo Padre ha approvato anche lo statuto ed il regolamento del Capitolo della Basilica di San Pietro in Vaticano. 

## Progetto di sostenibilità
La Fabbrica, su impulso del cardinale Gambetti, ha attivato un progetto "Emissioni O" con l'obiettivo di portare la Basilica di San Pietro e il complesso di edifici di pertinenza a raggiungere "emissioni nette zero" nel percorso verso il Giubileo. A questo scopo è stato istituito un comitato scientifico, coordinato da Walter Ganapini.

## L'archivio della Fabbrica di San Pietro
Recentemente il Vaticano ha aperto gli archivi agli studiosi: fra i preziosi documenti catalogati vi sono migliaia di note, progetti, contratti, ricevute, corrispondenze (ad esempio fra Michelangelo e la Curia), che costituiscono una documentazione del tutto sui generis sulla quotidianità pratica degli artisti coinvolti.
L'archivio è composto da cento armadi pieni di carte, contratti, ricevute, richieste, testimonianze. Messi uno di fianco all'altro, occupano uno spazio lungo circa 2 km. Si trova nella sua attuale collocazione dal 1984, quando è stato inaugurato da papa Giovanni Paolo II. Nel corso della sua storia, dal Cinquecento ai giorni nostri, l'archivio ha cambiato posizione moltissime volte. È stato nella vecchia Sagrestia, poi dentro la Basilica, poi addirittura fuori dal Vaticano, nel tentativo di metterlo in salvo dai saccheggi napoleonici, poi di nuovo all'interno della Basilica. A metà dell'Ottocento, lo studioso Giovanni Battista Carinci presentò un progetto per sistemarlo, ma fu giudicato troppo costoso e non venne mai messo in atto. Se ne occupò finalmente, fra il 1960 e il 1982, l'abate Cipriano Cipriani. Nel suo paziente e prezioso lavoro, lungo oltre vent'anni, riuscì non solo a metterlo in ordine, ma lo dotò anche di un importantissimo schedario e di un primo inventario che poi, riveduto e ampliato, è diventato la base degli attuali strumenti di ricerca informatici.
Nel 2024 un ex dipendente della Fabbrica è stato arrestato dalla Gendarmeria Vaticana con l'accusa di aver tentato di vendere al Cardinal Gambetti un antico manoscritto della scuola di Gian Lorenzo Bernini, che avrebbe, secondo l'accusa, precedentemente sottratto dall’archivio della stessa Fabbrica di San Pietro. Il processo è attualmente in corso per accertare la veridicità dei fatti contestati.

## Cronotassi dei presidenti della Fabbrica di San Pietro
- Cardinale Giovanni Evangelista Pallotta (1592? - 1620)
- Cardinale Scipione Caffarelli-Borghese (1620 - 1633)
- Cardinale Francesco Barberini (1633 - 1667)
- Cardinale Carlo Barberini (14 novembre 1667 - 2 ottobre 1704 deceduto)
- Cardinale Francesco Nerli il Giovane (16 ottobre 1704 - 8 aprile 1708 deceduto)
- Cardinale Annibale Albani (4 gennaio 1712 - 21 ottobre 1751 deceduto)
- Cardinale Enrico Benedetto Stuart (8 novembre 1751 - 13 luglio 1807 deceduto)
- Cardinale Romoaldo Braschi-Onesti (18 luglio 1807 - 30 aprile 1817 deceduto)
- Cardinale Alessandro Mattei (10 maggio 1817 - 20 aprile 1820 deceduto)
- Cardinale Pietro Francesco Galleffi (16 maggio 1820 - 18 giugno 1837 deceduto)
- Cardinale Giacomo Giustiniani (1º luglio 1837 - 24 febbraio 1843 deceduto)
- Cardinale Mario Mattei (11 marzo 1843 - 7 ottobre 1870 deceduto)
- Cardinale Niccola Clarelli Parracciani (8 ottobre 1870 - 7 luglio 1872 deceduto)
- Cardinale Edoardo Borromeo (10 luglio 1872 - 30 novembre 1881 deceduto)
- Cardinale Edward Henry Howard (12 dicembre 1881 - 16 settembre 1892 deceduto)
- Cardinale Francesco Ricci Paracciani (6 ottobre 1892 - 9 marzo 1894 deceduto)
- Cardinale Mariano Rampolla del Tindaro (21 marzo 1894 - 16 dicembre 1913 deceduto)
- Cardinale Rafael Merry del Val (12 gennaio 1914 - 26 febbraio 1930 deceduto)
- Cardinale Eugenio Pacelli (25 marzo 1930 - 2 marzo 1939 eletto papa)
- Cardinale Federico Tedeschini (14 marzo 1939 - 2 novembre 1959 deceduto)
- Cardinale Domenico Tardini (14 dicembre 1958 - 30 luglio 1961 deceduto)
- Cardinale Paolo Marella (14 agosto 1961 - 8 febbraio 1983 ritirato)
- Cardinale Aurelio Sabattani (8 febbraio 1983 - 1º luglio 1991 ritirato)
- Cardinale Virgilio Noè (1º luglio 1991 - 24 aprile 2002 ritirato)
- Cardinale Francesco Marchisano (24 aprile 2002 - 28 agosto 2004 ritirato)
- Cardinale Angelo Comastri (5 febbraio 2005 - 20 febbraio 2021 ritirato)
  - Arcivescovo Mario Giordana (29 giugno 2020 - marzo 2021 cessato) (commissario straordinario)
- Cardinale Mauro Gambetti, O.F.M.Conv., dal 20 febbraio 2021

## Origine di modi di dire
L'immenso cantiere della basilica non passò inosservato alla cultura popolare romana e non solo. Per far passare i materiali per il cantiere alle dogane senza che essi pagassero il dazio s'incideva su ogni singolo collo l'acronimo, in lingua latina: A.U.F. (ovvero Ad Usum Fabricae - e cioè destinato - "ad essere utilizzato nella fabbrica", sottinteso di S. Pietro). Nella tradizione popolare romana nacque subito la forma verbale "auffo" o "auffa", tuttora utilizzata a Roma e in molte altre località italiane che facevano parte dello Stato Pontificio e no, per indicare qualcuno che vuole ottenere servigi o beni in modo gratuito. Allo stesso modo, ancora oggi, quando si parla di un lavoro perennemente in cantiere, si è soliti paragonarlo alla Fabbrica di San Pietro.